# Тейлор, Бейярд
Бейард (Джеймс) Тейлор (англ. Bayard (James) Taylor; 11 января 1825—19 декабря 1878) — американский дипломат, поэт, писатель, журналист и переводчик, автор первого отчёта о воздействии гашиша, опубликованного в США.

## Биография
Родился 11 января 1825 года в Кеннетт-Скуэре (округ Честер, штат Пенсильвания). Был четвёртым сыном зажиточного фермера. Получил образование в академии Уэст-Честера, а затем — учился в Юнионвилле (Unionvill). В возрасте семнадцати лет был отдан в обучение в издательство в Уэст-Честере.
Его юношеские опыты в поэзии были поддержаны влиятельным критиком и редактором Руфусом Вилмотом Гризвольдом. Изданные в Филадельфии в 1844 году под заголовком Ximena, или «Сражение Сьерра-Морены», они были посвящены Гризвольду, что во многом облегчило их автору поступление на службу в редакцию нью-йоркской газеты «Трибьюн» в 1846 году. Активно публиковался, предпочитая псевдоним «Гнедая Лошадь».
В начале 1850-х совершил длительное путешествие по Африке и Ближнему Востоку и описал его в серии журнальных очерков, впоследствии составивших две книги: «Путешествие в Центральную Африку» («A Journey to Central Africa») и «Страна сарацинов» («The Land of the Saracens»).
В 1862—63 годах был американским поверенным в делах в Санкт-Петербурге, в 1878 году — послом в Берлине.
В «Стране сарацинов» Тейлор описывает свой личный опыт употребления гашиша. Именно в последней книге Тейлор познакомил своих читателей с гашишем. Сам он впервые познакомился с ним в Египте, где принял небольшую дозу, был опьянён 30 минут и вернулся к «нормальному состоянию». Затем он остановился в Дамаске, и «ненасытное любопытство… направило меня по тропе священного Гашиша — этого замечательного зелья, которое снабжает богатых сирийцев снами более изящными и цветистыми, чем те, что китайцы извлекают из опиумных трубок».
Вместе с несколькими друзьями Тейлор съел чайную ложку гашишной пасты и ждал дальнейших событий. Через час ничего не произошло, и он съел ещё пол-ложки. «Чувство ограничения — запертости наших чувств в пределах нашей собственной плоти и крови — постепенно исчезало. Стены моей оболочки рухнули и превратились в руины; и, не думая о том, какую форму я носил — утратив видение даже любой мысли о форме — я чувствовал, что существую во всём бесконечном объёме пространства. Кровь, пульсирующая в моём сердце, спешила через бесчисленные мили, прежде чем достигала моих конечностей; воздух, вдыхаемый моими лёгкими, распространялся по морям прозрачного эфира, и свод моего черепа был шире, чем небесный свод».
Резюмируя свой опыт, Тейлор счёл его достаточно полезным. «Несмотря на то, что мой эксперимент оказался страшным, я не жалею о том, что его проделал. Он открыл мне такие глубины восторга и страдания, о каких мои естественные способности не могли даже намекнуть. Он научил меня величию человеческого разума и воли, даже в самом слабом существе, и жуткой опасности таинств, грозящих его целостности».
Ему принадлежит также «History of Germany» (1874) и образцовый перевод «Фауста» Иоганна Вольфганга фон Гёте (1871—1872).